# Most Zaleski
Most Zaleski (Schwarzwasserbrücke) – przepust położony we Wrocławiu, w rejonie osiedli Zalesie i Zacisze. Zlokalizowany jest w ciągu cieku wodnego będącego starorzeczem rzeki Odra – Czarnej Wody – przeprowadzający jego wody pod ulicą Jana i Jędrzeja Śniadeckich. Poprzednia, niemiecka nazwa tej budowli, nawiązywała właśnie do nazwy tego cieku Schwarzwasser. Obecna (stosowana od 1948 roku) nazwa odnosi się do nazwy osiedla Zalesie. Choć w nazwie tej stosuje się słowo most, to obiekt do którego odnosi się ta nazwa nie jest mostem, lecz według współczesnej klasyfikacji jedynie przepustem, który stanowi część korpusu drogi, pod którym przebiega.
Historia ukształtowania obecnej postaci Czarnej Wody i budowy Mostu Zaleskiego wiąże się z wielką inwestycją z zakresu hydrotechniki prowadzoną we Wrocławiu latach 1912–1917, a polegającą na budowie nowej drogi wodnej przez miasto oraz nowego systemu zabezpieczenia przeciwpowodziowego, tzw. II kanalizacji Odry we Wrocławiu. W jej wyniku wybudowano między innymi Kanał Powodziowy i Kanał Żeglugowy częściowo w miejscu dawnego ramienia Odry, a przecięte kanałami dawne ramię rzeki zlikwidowano, pozostawiając jedynie jego niewielkie fragmenty, między innymi w postaci współczesnej Czarnej Wody stanowiącej granicę osiedli Zalesie i Zacisze. Równocześnie istniejące koryto uregulowano i wykorzystano do ukształtowania założeń parkowych wzdłuż jego biegu, a przy okazji wytyczania w latach 20 XX wieku nowej ulicy łączącej osiedla Dahnstrasse (obecnie ulicy Stanisława Moniuszki) wybudowano przepust dla wód tak ukształtowanego cieku, któremu nadano nazwę Schwarzwasserbrücke.
Most Zaleski to przepust z prefabrykowanych odcinków rur żelbetowych o średnicy 1000 mm i długości 32 m. Ściany czołowe przepustu wykonano jako mur oporowy z cegły.